# Berhaneyesus Souraphiel
Berhane-Yesus Demerew Souraphiel C.M. (amárico:  ብርሃነ ኢየሱስ ደምረው ሱራፌል, 14 de julho de 1948) é um cardeal da Igreja Católica Etíope, atual Arcebispo de Adis Abeba.

## Biografia
Berhaneyesus Demerew Souraphiel nasceu em 14 de julho de 1948, em Tchela Claka, perto de Harar, na Etiópia. Ele estudou no Seminário Maior Makanissa e entrou na Congregação da Missão (popularmente conhecido como Lazaristas ou Vicentinos). Foi ordenado sacerdote católico em 4 de julho de 1976 e se formou em sociologia na Pontifícia Universidade Gregoriana.
Em 1990 tornou-se Superior Provincial dos lazaristas em Adis Abeba. Em 1994, ele foi nomeado como prefeito do Vicariato Apostólico de Jimma-Bonga. Em 7 de novembro de 1997, foi escolhido como bispo auxiliar de Addis Abeba e foi consagrado bispo em 25 de janeiro de 1998 pelo Cardeal Paulos Tzadua, auxiliado por Yohannes Woldegiorgis, bispo-titular de Forma e vigário apostólico de Meki, e por Woldetensaé Ghebreghiorghis, O.F.M. Cap., bispo-titular de Asuoremixta e vigário apostólico de Harar. Em 7 de julho de 1999, sucedeu ao Cardeal Paulos Tzadua como Arcebispo de Adis Abeba, recebendo o pálio em 29 de junho de 1999 do Papa João Paulo II na Basílica de São Pedro.
Em dezembro de 2008, ele foi um de uma dezenas de figuras religiosas etíopes, que aprovou uma resolução contra a homossexualidade, exortando os legisladores etíopes para endossar a proibição da atividade homossexual na Constituição local.
Em 2009, o Papa Bento XVI nomeou-o membro da Congregação para as Igrejas Orientais, um cargo que ainda ocupa.
Em 9 de maio de 2014, durante uma visita ad limina a Assembléia dos Bispos Católicos da Etiópia, Souraphiel teve a oportunidade de conhecer o Papa Francisco, que reiterou seu apoio para a construção da Universidade Católica da Etiópia. Na ocasião, o Papa e o Primaz da Igreja Católica Etíope trocaram cartas de apoio mútuo.
Em 4 de janeiro de 2015, o Papa Francisco anunciou a sua criação como cardeal, no Consistório Ordinário Público de 2015. Foi criado cardeal-presbítero de São Romano Mártir, recebendo o chapéu vermelho e o anel cardinalício em 14 de fevereiro.